# Léon Krier

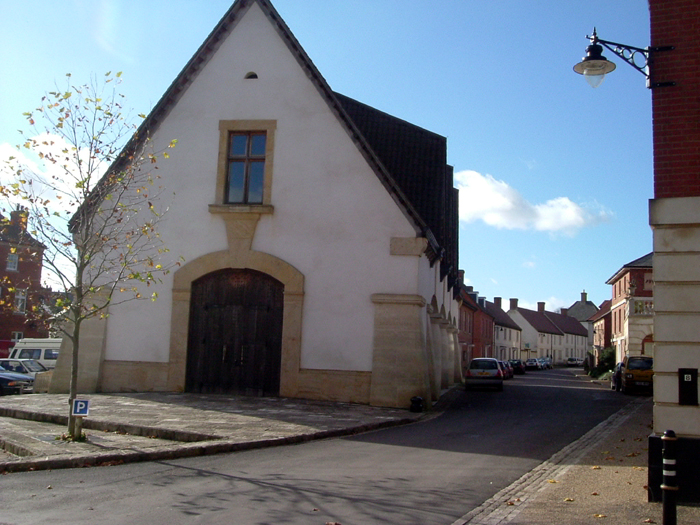
Wieś Poundbury

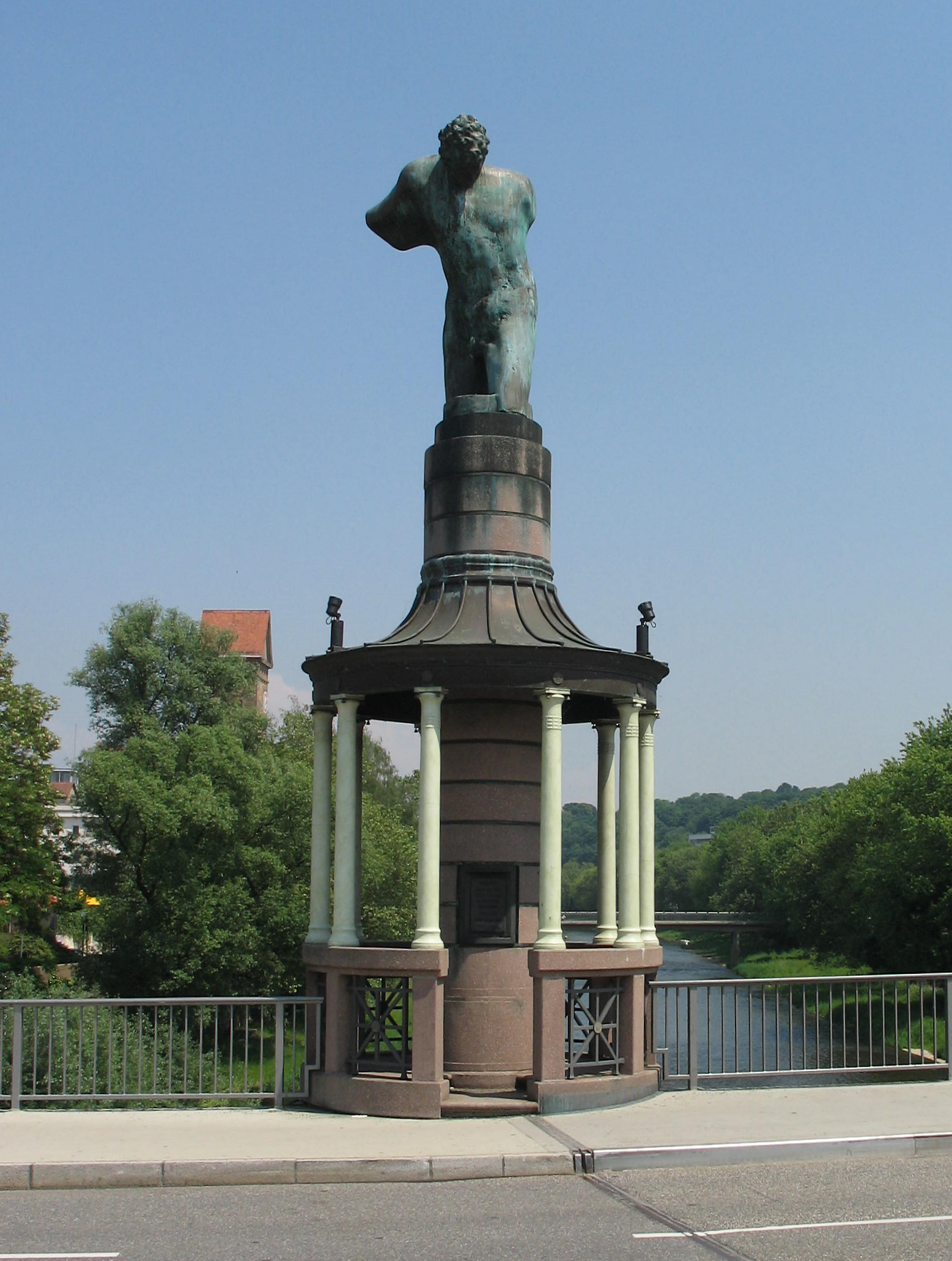
Rob i Leon Krier: Pawilon na moście w Pforzheim

Léon Krier (ur. 7 kwietnia 1946 w Luksemburgu, zm. 17 czerwca 2025 w Palmie) – luksemburski architekt, urbanista, planista i publicysta, jeden z głównych przedstawicieli współczesnej architektury konserwatywnej. Jego najbardziej znaną realizacją jest projekt budowy Poundbury w Wielkiej Brytanii. W latach 80. włączył się w powstały w Stanach Zjednoczonych ruch Nowego Urbanizmu (New Urbanism) i Nowego Tradycjonalizmu. Brat architekta Roba Kriera i mąż artystki Rity Wolff.

## Kariera
Studiował architekturę w Stuttgarcie, a następnie w biurze architektonicznym Jamesa Stirlinga w Londynie, a następnie wykładał w Architectural Association i w Royal College of Art. W latach 1987–90 Krier był głównym dyrektorem w Skidmore, Owings & Merrill Architectural Institute w Chicago.

## Wybrane nagrody
- Berliner Architekturpreis, 1977.
- Jefferson Memorial Gold Medal, 1985.
- Chicago American Institute of Architects Award, 1987.
- Europäesche Kulturpräis, 1995.
- Medal od Académie Française za książkę Choice or Fate, 1997.
- Richard H. Driehaus Prize, 2003.

## Wybrane publikacje
- L. Krier: Architektura Wspólnoty. SŁOWO/OBRAZ TERYTORIA, 2011
- D. Porphyrios, L. Krier: Houses, Palaces, Cities. Academy Editions; 1995
- L. Krier, A. Papadakis, H. Watson: New Classicism: Omnibus Volume. Rizzoli; 1990
- J. Rigau, L. Krier: Puerto Rico 1900 - Turn-Of-The-Century Architecture in the Hispanic Caribbean 1890-1930. Rizzoli; 1992
- L. Krier: Architecture - Choice or Fate. Andreas Papadakis Pub; 1998
- L. Krier, J. Stirling, J. Jacobus: James Stirling - Bauten und Projekte 1950-1974. Hatje Verlag
- L. Krier: "Completion of Washington D.C. - Bicentennial masterplan for the year 2000 | Achevement de Washington D.C. - plan directeur général pour le Bicentenaire", in: Archives d'architecture moderne, 1986,30, p. 7 - 43
- L. Krier: "Logique constructive et culture populaire", in: L'architecture d'aujourd'hui, 1977,190, p. 94 - 96
- L. Krier: " Traditional ideas for today's towns", in: City magazine, 2/1988, p. 20 - 23
- L. Krier: " Un'idea di città", in: Eupalino, 1985,6, p. 8 - 13
- L. Krier: " The reconstruction of vernacular building and classical architecture", in: The Architects' Journal, 37/1984, p. 55 - 84
- L. Krier, E. G. Saarinen, O. Wagner: "Cities within the city", in: A+U, 11/1977,84, p. 69 - 152
- P. Eisenman, L. Krier: "Peter Eisenman versus Leon Krier: 'My ideology is better than yours.'", in: Architectural Design, 9-10/1989, p. 6 - 18
- L. Krier: " Krier on Speer", in: The Architectural Review, 1983,1032, p. 33 - 38
- L. Krier: "The reconstruction of the European city: an outline for a charter", in: Architectural Design, 11-12/1984, p. 16 - 22
- P. Rotthier, D. Cruickshank, L. Krier; "Prix Europeen de la Reconstruction de la Ville | European Award for the Reconstruction of the city", in: Archives d'architecture moderne, 1987,35-36, p. 5 - 49
- L. Krier: "Dieu sauve le prince! | God save the prince!", in: Archives d'architecture moderne, 1988,38, p. 12 - 21